# 堕落部屋
《墮落部屋》是日本攝影師川本史織拍攝的一本照片集，於2012年12月29日發售，由Graphic出版，內容是拍攝於東京、大阪等市中心的五十位御宅族女性的房間。並在2017年6月30於東京舉辦畫展。

## 起源
墮落部屋這個名稱是由某個偶像團體對於女子宿舍房間的形容，原本是形容房間雜亂不堪，川本史織表示墮落是指深陷自己的興趣，來表現對於自己喜歡事物的熱愛，川本史織得知此事後開始了拍攝此作品的想法。 

## 介紹
川本史織在三個月的期間一共拍攝了50名女性房間，這些女性的職業是漫畫家、藝術家或設計師等等，其中也有一些人的職業是偶像，共通點是都是御宅族 ，有動畫宅、鐵道宅或Cosplayer等。有些喜歡超級英雄、有些喜歡鐵道或生存遊戲，這些人的房間都會擺滿自己喜歡的東西，例如模型、電玩遊戲 ，「室內設計」和「藝術」並沒有明確的區分，而一系列的照片展現出這些女性在東京的生活空間，卻被稱呼為「次文化」的興趣。川本史織認為這些房間看似雜亂不太符合一般人觀點中的舒適，但對於御宅族來說這樣的房間是自我興趣的延伸，能夠完全表現自我的房間。

## 註解
1. ↑  部屋，日文中房間的意思。
2. ↑  這邊的御宅族是日文原義，即：對任一領域有強列的熱情和專精的知識